# Sternberger Seengebiet
Das Sternberger Seengebiet ist ein Naturraum der Mecklenburgischen Seenplatte. Er umfasst ungefähr das Gebiet der Warnow-Schleife zwischen oberhalb (östlich) Crivitz bis zur Mündung der Mildenitz und dem Durchbruchstal der Warnow nördlich Sternbergs sowie das sich nördlich anschließende, etwas schmalere Seengebiet von Brüel über Warin bis Neukloster am Flusssystem des Brüeler Bachs.
In neuerer Zeit wird die Seenlandschaft rund um die Stadt Sternberg auch Sternberger Seenland oder Sternberger Seenlandschaft genannt. Diese Bezeichnungen können jedoch sowohl den Naturraum bezeichnen als auch das deutlich kleinere Amt Sternberger Seenlandschaft, den teils anders abgegrenzten Naturpark Sternberger Seenland oder noch andere, z. T. nicht explizit festgelegte Grenzziehungen.

## Geschichte und Beschreibung
Die Landschaft ist, wie auch andere Teile der Mecklenburgischen Seenplatte, im Verlauf der Weichseleiszeit vor etwa 18.000 bis 15.000 Jahren in den Urstromtälern und Sandern des Pommerschen Stadiums entstanden. Sie endet nach Nordosten direkt an der Pommerschen Hauptendmoräne zwischen dem Durchbruchstal der Warnow durch ebendie und, im äußersten Norden, dem Ort Züsow. Auf halbem Wege, etwa je 12 km von beiden entfernt, liegt in der Hohen Burg ihr in diesem Abschnitt mit 147,4 m höchster Punkt. Die Höhen der Endmoränen gehören jedoch bereits zum Rückland der Mecklenburgischen Seenplatte, das sich nordöstlich an die Seenplatte anschließt.
Der Sternberger See bei Sternberg, als Namensgeber des Naturraums, befindet sich in einer Höhe von nur 8,4 m ü. NHN in einem Becken, das wahrscheinlich zum Pommerschen Stadium noch mit Toteis gefüllt war und über die nach Südwesten führende Demener Rinne, benannt nach Demen, entwässert wurde. Sie führte auf das Urstromtal der Westmecklenburgischen Senke; heute endet sie geomorphologisch am Barniner See der Warnow, der mit 36,3 m merklich höher liegt. Die Demener Rinne bildet die Ostgrenze der Einheit zum Krakower Seen- und Sandergebiet, das zusammen mit dem Sternberger Seengebiet das Sternberg-Krakower Seen- und Sandergebiet bildet.
Die wichtigsten Seen des nördlichen Teils am Brüeler Bach sind der Große Wariner See und der Neuklostersee.